# Козіков Іван Васильович
Іва́н Васи́льович Ко́зіков — молодший лейтенант Державної прикордонної служби України.
2011 року закінчив Інститут підготовки кадрів для органів юстиції України Національного юридичного університету імені Ярослава Мудрого.

## Нагороди
8 серпня 2014 року — за особисту мужність і героїзм, виявлені у захисті державного суверенітету та територіальної цілісності України, вірність військовій присязі під час російсько-української війни, відзначений — нагороджений орденом «За мужність» III ступеня.